# Patrick Zwaanswijk
Patrick Zwaanswijk (Haarlem, 17 gennaio 1975) è un allenatore di calcio ed ex calciatore olandese,  attualmente alla guida delle giovanili del Central Coast Mariners Football Club.

## Carriera
Zwaanswijk esordisce in Eredivisie con l'Utrecht, dove gioca per sei anni dopo una breve parentesi in Giappone, all'Oita Trinita, il giocatore si trasferisce al NAC Breda, dove gioca altri cinque anni.

L'8 luglio 2010 l'olandese si trasferisce ai Central Coast Mariners . Si ritira dall'attività agonistica nel 2013  e viene nominato allenatore delle giovanili dei Mariners.

## Palmarès

### Competizioni Nazionali
- Coppa dei Paesi Bassi: 2

Utrecht: 2002-2003, 2003-2004
- Campionato australiano: 1

Central Coast Mariners: 2012-2013
- A-League Premiership: 1

Central Coast Mariners: 2011-2012